# Planctologia
La planctologia és l'estudi del plàncton, conjunt de microorganismes que viuen en suspensió en aigües salades o dolces. Aquest camp abasta una àmplia varietat de temes, incloent producció primària, i flux d'energia. El cicle del carboni és una recent àrea d'interès.
El plàncton condueix la «bomba biològica», un procés en el qual l'ecosistema oceà transporta carboni des de la zona fòtica cap al fons de l'oceà. Aquests processos són vitals pels embornals de carboni, un dels diversos mecanismes mitigadors de l'escalfament global. La planctologia moderna inclou aspectes de comportament dels microorganismes, a través de moderns dispositius d'imatge in situ.
Alguns projectes de planctologia permeten al públic participar online, com el Longterm Ecological Observatory.

## Planctòlegs destacats
- Ramon Margalef
- Karl Banse
- Sayed ElSayed
- Paul Falkowski
- Gotthilf Hempel
- Victor Hensen
- Uwe Kils
- Johannes Krey
- Jürgen Lenz